# San Juan Bautista de Ñeembucú
San Juan Bautista de Ñeembucú es un distrito paraguayo en el Departamento de Ñeembucú. Para su creación, fueron expropiadas las tierras de Teodolina Capurro de Romero. Fue fundada oficialmente en 1848 por Pedro Caballero.

## Geografía
Ubicada a 285 km de Asunción, entre el Río Tebicuary y el Arroyo Yacaré. Su acceso a la ciudad es por la Ruta PY019 y la ruta Departamental 78 pasando por San Antonio Camba Cua, desvío Laguna Ita y Costa Rosado, también se puede llegar por la Ruta IV desviando en el KM 77 llegando primero al pueblo de Estero Camba, Pirity y Paraíso. Alrededor de la ciudad se encuentran los esteros Cambá y Ñeembucú, hábitat de pájaros, garzas y tuyuyúes, carpinchos, yacarés, lobopé y otros mamíferos y reptiles.

## Clima
En la zona existen innumerables esteros, arroyos y ríos que contribuyen a que el clima sea fresco y húmedo. La temperatura media es de 22 °C, la temperatura máxima puede oscilar entre 37 y 40 °C, la mínima entre 5 a 2 °C.
Los meses más lluviosos son enero, marzo, abril y octubre, los más secos son mayo y agosto.

## Economía
Este es un pueblo eminentemente ganadero. Sus habitantes se dedican también a la agricultura.